# Radu-Marcel Tuhuț
Radu-Marcel Tuhuț (n. 20 ianuarie 1970, Abrud, România) este un deputat român, ales în 2020 din partea PSD. 